# لیسی، نیوجرسی
لیسی (به انگلیسی: Lacey Township) شهری در ایالت نیوجرسی کشور ایالات متحده آمریکا است که جمعیت آن در سرشماری سال ۲۰۱۰ میلادی، ۲۷٬۶۴۴ نفر بوده‌است.